# Подчалык
Подчалык — село в Красноярском районе Астраханской области, в составе Джанайского сельсовета. Население — 33 человека (2017).

## История
В 1968 году в окрестностях села разбился самолёт командира авиационного звена, старшего лётчика-инструктора учебной истребительной авиационной эскадрильи войсковой части № 28025 Станислава Ефимовича Данилова. Год спустя на берегу реки Кигач у дороги из Подчалыка в соседний посёлок Переправа Корсака был установлен памятник погибшему пилоту.

## География
Село расположено в пределах Прикаспийской низменности, в дельте реки Волги, Волго-Ахтубинской поймы, у протоки Кигач.
Часовой пояс
Подчалык, как и вся Астраханская область, находится в часовой зоне МСК+1. Смещение применяемого времени относительно UTC составляет +4:00.

## Население
| 2002 | 2010 | 2013 | 2014 | 2017 |
| ---- | ---- | ---- | ---- | ---- |
| 13   | ↗28  | ↗31  | ↗33  | →33  |

Национальный и гендерный состав
По данным Всероссийской переписи, в 2010 году численность населения посёлка составляла 28 человек (по 14 мужчин и 14 женщин, 50,0 и 50,0 %%).
Согласно результатам переписи 2002 года, в национальной структуре населения ногайцы составляли 79 % из 14 жителей.
| Национальность | Численность (2010) | Процент |
| -------------- | ------------------ | ------- |
| Татары         | 21                 | 67,7%   |
| Казахи         | 6                  | 19,4%   |
| Ногайцы        | 4                  | 12,9%   |
| Всего          | 31                 | 100%    |

## Инфраструктура
Основные объекты инфраструктуры (фельдшерско-акушерский пункт, Дом культуры, библиотека, детский сад) — в селе Джанай, в примерно в 8 километрах по автодороге.

## Транспорт
Подъездная дорога к автомобильной дороге регионального значения 12А-114 Сеитовка — Ватажное — граница с Казахстаном.